# Basílica dos Congregados
A Basílica dos Congregados, ou Igreja dos Congregados, é uma igreja situada na freguesia de Braga (São José de São Lázaro e São João do Souto), em Braga, Portugal, fazendo parte do antigo Convento dos Congregados.
O conjunto arquitetónico em que a Basílica dos Congregados se insere está classificado como Imóvel de Interesse Público desde 1993.

## História
A Basílica é da autoria do arquitecto André Soares, construída no século XVIII, embora só terminada no século XX.
O início da construção foi em 1703, sendo benzida em 27 de Outubro de 1717, embora faltando construir as torres e colocar estátuas nos nichos respectivos da fachada. 
Estes trabalhos seriam levados a cabo já no século XX, tendo a torre poente sido concluída em 1964, por acção do benemérito António Augusto Nogueira da Silva, com projecto do arquitecto Alberto da Silva Bessa (Vila Nova de Gaia, 16 de Outubro de 1911 – Vila Nova de Gaia, 1984), que se inspirou nas torres do Mosteiro de São Miguel de Refojos de Basto. 
As estátuas da fachada — São Filipe Néri e São Martinho de Dume — foram içadas para os seus locais em 16 de Fevereiro de 1964, e são devidas ao escultor Manuel da Silva Nogueira (nascido em Santa Cruz do Bispo a 10 de Outubro de 1926).
Em 15 de março de 1975 a Santa Sé concedeu à Igreja dos Congregados o título de Basílica Menor.

## Acidente com avioneta
Em 14 de Julho de 1944, uma avioneta embateu com uma asa na torre nascente (a única existente na altura), despenhando-se em seguida. O piloto, Fernando Sanches Ferreira de Sousa de Magalhães, de 50 anos, director do cemitério Municipal, nascido na Sé a 3 de Dezembro de 1893 perdeu a vida.